# Deutschland. Ein Sommermärchen
Deutschland. Ein Sommermärchen é um documentário de 2006 produzido na Alemanha, dirigido e roteirizado por Sönke Wortmann. Foi lançado em DVD no dia 8 de fevereiro de 2007, e uma parte das receitas do merchandising do filme é destinada à Aldeias Infantis SOS.

## Elenco
- Jürgen Klinsmann
- Joachim Löw
- Oliver Bierhoff
- Seleção Alemã de Futebol